# 幻覚的リアリズム
幻覚的リアリズム（Hallucinatory realism）（げんかくてきりありずむ）は、幻想文学の一ジャンルの呼称である。特に夢の世界を描写しているのが特徴で、作品の内部に矛盾を孕みながら物語が進展していく。
1975年、ドイツの詩人アネッテ・フォン・ドロステ＝ヒュルスホフに対する批評に使われたのが、恐らく最初の幻覚的リアリズムの例である。当時は作品が矛盾した内容を孕むものとして批判されたが、のちに好意的に使われるようになった。ヒュルスホフの詩は、フェミニズムの潮流により再評価が進み、現代では幻覚的リアリズムの創始者とされている。
2012年にノーベル文学賞を受賞した莫言の受賞理由には、幻覚的リアリズムが挙げられている。
この他にも、幻覚的リアリズムはピーター・ワイスやピーター・キャリー、トミ・ウンゲラーの作品群や、パソリーニの映画『聖マタイによる福音書』、ケビン・ベーカーの小説 『楽園の路地』に見られるとされている。